# Саламанин, Александр Юрьевич
Александр Юрьевич Саламанин (26 ноября 1980) — российский футболист, полузащитник.
Бо́льшую часть карьеры провёл в команде «Славянск» / «Кубань» Славянск-на-Кубани в третьей российской лиге (1995—1997) и втором дивизионе (1998—2000) — 84 матчей, три гола. В 2000 году сыграл один матч в чемпионате Белоруссии за «Белшину» Бобруйск. В 2001 году во втором дивизионе играл за «Краснодар-2000». Полностью отыграл только два матча из 19; начиная с сентября выпускался на замену в концовке матчей. Профессиональную карьеру завершил в 2002 году в составе сочинской «Жемчужины» из второго дивизиона — в сентябре — октябре провёл семь матчей, во всех выходя на замену.